# 야구 세자르 다 시우바
야구 세자르 다 시우바(포르투갈어: Yago César da Silva, 1997년 5월 26일~)는 브라질의 축구 선수로 현재 대한민국 K리그2의 FC 안양에서 미드필더로 활약하고 있다.

## 참고 문헌
- “야구 세자르 다 시우바”. 《FC 안양》. 안양시민프로축구단.